# Летаргичен енцефалит
Летаргичният енцефалит (encephalitis lethargica) е атипична форма на енцефалит. Описана е за пръв път от невролога Константин фон Економо през 1916 г. и е наречена така, защото често заболелите изглеждат като статуи – не се движат и не говорят.
Причинителят и точният механизъм на болестта са неясни. Проявява се със силна треска, възпалено гърло, главоболие, двойно виждане, забавени физически и умствени реакции, промени в ритъма на съня, кататония и летаргия. При остро протичане е възможен и акинетичен мутизъм (будна кома). Срещани са и необичайни движения на очите, паркинсонизъм, слабост в горната част на тялото, мускулни болки, тремор, схващане на врата, промени в поведението и дори психоза.
През двайсетте години на 20 век има световна епидемия от летаргичен енцефалит. Днес се наблюдават изолирани случаи.